# 서원재로
서원재로(Seowonjae-ro)는 경상북도 포항시 남구 호동과 인덕동을 연결하는 도로이다.

## 노선 경로
- 삼거리 명칭 미상 - 호동로
- 서원재터널
- 삼거리 명칭 미상 - 냉천로